# پس از نبرد
پس از نبرد (عربی: بعد الموقعة) فیلمی در ژانر درام است که در سال ۲۰۱۲ منتشر شد.

## خلاصه فیلم
"محمود" عضو گروهی است که در حمله به معترضان در میدان طاهر مصر در دوم فوریه سال ۲۰۱۱ شرکت داشته و توسط دولت دستگیر می‌شود.از آن به بعد او کار خود را از دست داده و مورد سوء رفتار قرار می‌گیرد...